# Epidendrum tandapianum
Epidendrum tandapianum là một loài thực vật có hoa trong họ Lan. Loài này được Dodson & Hágsater mô tả khoa học đầu tiên năm 1989.